# Новосільці (Переворський повіт)
Новосільці (пол. Nowosielce) — село в Польщі, у гміні Переворськ Переворського повіту Підкарпатського воєводства.
Населення — 1514 осіб (2011).

## Історія
Село вперше згадується в 1372 р., а в 1384 р. відкриттям римо-католицької парафії розпочата латинізація села. Знаходилося до 1772 р. в Перемишльській землі Руського воєводства. У 1624 р. селяни під керівництвом війта Михайла Пирца сховалися в костелі від пограбування і поневолення татарами.
У 1772—1918 р. — у складі Австрійської імперії. У 1868 р. в селах Новосільці, Уїзна і Косина було 20 греко-католиків, які належали до парохії Миротин Каньчуцького деканату Перемишльської єпархії. На той час унаслідок півтисячоліття латинізації та полонізації українці лівобережного Надсяння опинилися в меншості.
Востаннє село згадується в переліку сіл парохії Миротин Лежайського деканату Перемишльської єпархії вже без вказівки кількості парохіян у 1918 році.
26 червня 1936 року на освячення символічної могили війта Михайла Пирца приїхали генеральний інспектор збройних сил дивізійний генерал Едвард Сміґли-Ридз, командир Округу Десятого Корпусу в Перемишлі бригадний генерал Сцеволя-Вечоркевич, львівський воєвода, римо-католицький єпископ Перемишля та ряд інших польських посадовців. Селяни Надсяння під час їх приїзду використали цю нагоду для однієї з найбільших за історію міжвоєнної Польщі антиурядової маніфестації. Прибуло коло 150 тисяч селян, які протестували проти урядової політики санації, вимагали звільнення політичних в’язнів, верховенства права, зміни виборчого законодавства, проведення нових виборів, а посадовці негайно втекли.
У 1975-1998 роках село належало до Перемишльського воєводства.

## Пам’ятки
- Сліди пізньолужицького тілоспалювального могильника (700-900 рр.)
- Святе Озеро, на якому за легендою стояв поганський храм, що підтверджують численні знахідки металевих предметів на його берегах
- Дерев’яний костел 1595 р.

## Демографія
Демографічна структура станом на 31 березня 2011 року:
|          | Загалом | Допрацездатний вік | Працездатний вік | Постпрацездатний вік |
| -------- | ------- | ------------------ | ---------------- | -------------------- |
| Чоловіки | 727     | 144                | 505              | 78                   |
| Жінки    | 787     | 181                | 425              | 181                  |
| Разом    | 1514    | 325                | 930              | 259                  |